# Delegatura Rządu na Kraj
Delegatura Rządu na Kraj – tajny naczelny organ władzy administracyjnej w okupowanej Polsce, utworzony w 1940 r., składający się z departamentów. Na jej czele stał Delegat Rządu na Kraj, podporządkowany Rządowi RP na uchodźstwie, a od 1944 wicepremier w tym rządzie. Delegatura kierowała pracą pionu cywilnego Polskiego Państwa Podziemnego. Jej zadaniami były: utrzymanie ciągłości instytucji państwowych, zapewnienie normalnego funkcjonowania państwa, przygotowanie do przyjęcia kontroli nad krajem po zakończeniu wojny, rejestracja poczynań okupantów i dokumentacja zbrodni wojennych, ochrona i ratowanie zagrożonych dóbr kultury.
15 listopada 1942 Polityczny Komitet Porozumiewawczy zaakceptował statut Delegatury, opracowany przez Delegata Rządu na Kraj Jana Piekałkiewicza.

## Struktura organizacyjna
W strukturze Polskiego Państwa Podziemnego działały trzy Delegatury Rządu:
- Delegatura Rządu na ziemie włączone do III Rzeszy (siedziba Poznań)
- Delegatura Rządu na ziemie włączone do ZSRR (siedziba Wilno)
- Delegatura Rządu na Generalne Gubernatorstwo (siedziba Warszawa, de facto była to główna Delegatura Rządu, do 1943 przejęła obowiązki pozostałych dwóch)

a także wydzielone jednostki, jak Komórka „Zachód”.
Biuro Delegata Rządu na Kraj składało się z następujących jednostek organizacyjnych:
- Biuro Prezydialne – kompetencje Biura odpowiadały kompetencjom przedwojennego Prezydium Rady Ministrów. Składało się z:
  - Gabinet Delegata Rządu
    - Wydział Kontroli Biura („Izba”, nawiązujący do Najwyższej Izby Kontroli)
    - Komitet Koordynacji Ustawodawczej

  - Wydział Gospodarki Narodowej
  - Wydział Organizacji Administracji
  - Wydział Walki Cywilnej (miał de facto status odrębnego departamentu, zobacz Kierownictwo Walki Cywilnej)
  - Wydział Kontroli
- Departament Spraw Wewnętrznych (kierownik: Leopold Rutkowski) – należał do najaktywniejszych w działalności bieżącej (wywiad polityczny, kierowanie aparatem terenowym, polityka, przygotowania do obsady władz, opracowanie aktów legislacyjnych do wydania po wyzwoleniu)
  - Wydział Bezpieczeństwa – czuwanie nad bezpieczeństwem Delegatury
  - Główny Inspektorat Państwowego Korpusu Bezpieczeństwa – konspiracyjna policja, miała zapewnić Delegaturze objęcie władzy administracyjnej i policyjnej w terenie; w jej skład wchodziło wielu członków Granatowej Policji
  - Biuro Wschodnie – zajmowało się stosunkiem władz do Litwinów, Białorusinów i Ukraińców, częściowo konkurowało z Biurem Narodowościowym. Jej organem była Rada Narodowościowa
- Departament Prasy i Informacji (także Departament Informacji i Dokumentacji, kierownik Stanisław Kauzik) – wydawanie szeregu pism, biuletynów, ulotek, afiszów, książek; przygotowywanie sprawozdań dla Londynu, prace przyszłościowe (akty prawne)
- Departament Oświaty i Kultury (kierownik Czesław Wycech)
- Departament Pracy i Opieki Społecznej (kierownik Jan Stanisław Jankowski, później Stefan Mateja) – prowadził czynną działalność (dystrybucję subwencji, zasiłków itp.), jego budżet stanowił blisko 30% wydatków DR. Pomagano m.in. rodzinom ofiar terroru okupantów, przedstawicielom świata nauki i kultury. Równocześnie prowadzono prace planistyczne co do polityki społecznej w okresie powojennym
  - Rada Pomocy Żydom
- Departament Rolnictwa (kierownik Witold Maringe, później Zygmunt Załęski) – analiza sytuacji bieżącej i prace przyszłościowe (dyskutowano o reformie rolnej), a także organizacja aparatu aprowizacyjnego
- Departament Skarbu (kierownik Roman Rybarski, później Czesław Klarner) – przygotowanie bieżącej dokumentacji kraju pod rządami okupanta (pod kątem polityki finansowej), prowadzono działania przyszłościowe (przygotowywanie aktów prawnych na okres powojenny)
- Departament Przemysłu i Handlu (kierownik Bolesław Rutkowski) – praktyczne przygotowywanie się do przejęcia i uruchomienia najważniejszych obiektów przemysłowych w okresie powstania; przygotowywanie aktów prawnych na okres powojenny
- Departament Poczt i Telegrafów – przygotowywanie się na okres powstania i powojenny
- Departament Komunikacji (kierownik: inż. Stanisław Łaguna)
- Departament Robót Publicznych i Odbudowy – przygotowywanie aktów prawnych na okres powojenny
- Komitet Ekonomiczny
- Krajowa Rada Odbudowy
- Departament Sprawiedliwości (kierownik: Leon Nowodworski, później Feliks Zadrowski) – prowadził głównie prace przyszłościowe, przygotowywano pakiet ustaw mających przywrócić polskie sądownictwo, kontynuowano kodyfikację i unifikację polskiego prawa. Opracował Kodeks Moralności Obywatelskiej, który wraz z przepisami Kodeksu Karnego z 1932 r. stanowił podstawę odpowiedzialności przed organami podziemnego wymiaru sprawiedliwości
- Sekcja (później Departament) Spraw Zagranicznych (kier. Roman Knoll)
- Biuro Narodowościowe
- Komitet Koordynacji Ustawodawczej
- Centralna Komisja Badania i Rejestrowania Zbrodni Okupanta w Polsce
- Komitet Administracyjny
- Komitet Polityczny
- Komórka pomocy dla jeńców angielskich
- Departament Obrony Narodowej (lub Departament Spraw Wojskowych)

Delegatura miała również strukturę terenową. Dzieliła się na
(na ziemiach włączonych do III Rzeszy):
- Okręgowa Delegatura Rządu Ciechanów
- Okręgowa Delegatura Rządu Łódź; część północno-zachodnia (powiaty: kutnowski, łęczycki, łódzki, sieradzki i wieluński)[1]
- Okręgowa Delegatura Rządu Pomorze (Toruń)
- Okręgowa Delegatura Rządu Poznań
- Okręgowa Delegatura Rządu Śląsk

W Generalnym Gubernatorstwie funkcjonowały:
- Okręgowa Delegatura Rządu Kielce
- Okręgowa Delegatura Rządu Kraków
- Okręgowa Delegatura Rządu Lublin
- Okręgowa Delegatura Rządu Łódź; część południowo-wschodnia (powiaty: skierniewicki, rawski, radomszczański, piotrkowski, łowicki, brzeziński – częściowo)[1]
- Okręgowa Delegatura Rządu Warszawa-miasto
- Okręgowa Delegatura Rządu Warszawa-województwo

Na ziemiach wschodnich Rzeczypospolitej Polskiej działały:
- Okręgowa Delegatura Rządu Białystok
- Okręgowa Delegatura Rządu Lwów
- Okręgowa Delegatura Rządu Nowogródek
- Okręgowa Delegatura Rządu Polesie
- Okręgowa Delegatura Rządu Wilno
- Okręgowa Delegatura Rządu Wołyń

W marcu 1943 działacz Rady Pomocy Żydom „Żegota” Witold Bieńkowski ps. „Wencki” powołał Referat Żydowski Delegatury Rządu na Kraj.
Dnia 17 lutego 1944 specjalna grupa bojowa przy Sztabie Głównym Armii Ludowej, dowodzona przez ppłk. Jerzego Fonkowicza przeprowadziła we współpracy operacyjnej z gestapo akcję zdobycia archiwum Delegatury Rządu na Kraj przy ul. Poznańskiej 12 w Warszawie. W jej wyniku rozbiciu uległa newralgiczna sieć konspiracji Armii Krajowej, a AL uzyskała dane o przedwojennych agentach policji w szeregach ruchu komunistycznego.
Po powstaniu warszawskim państwo podziemne uległo rozpadowi. Zastępca Delegata na Kraj Adam Bień pisał: „Delegatura jako całość jest rozbita (...)Klęska powstania w pełni prawie zlikwidowała pracę wszystkich departamentów Delegatury”.
Organem prasowym Delegatury był miesięcznik Rzeczpospolita Polska.